# Lune cuivrée (astronomie)
Pour les articles homonymes, voir Lune rousse et Lune de sang.

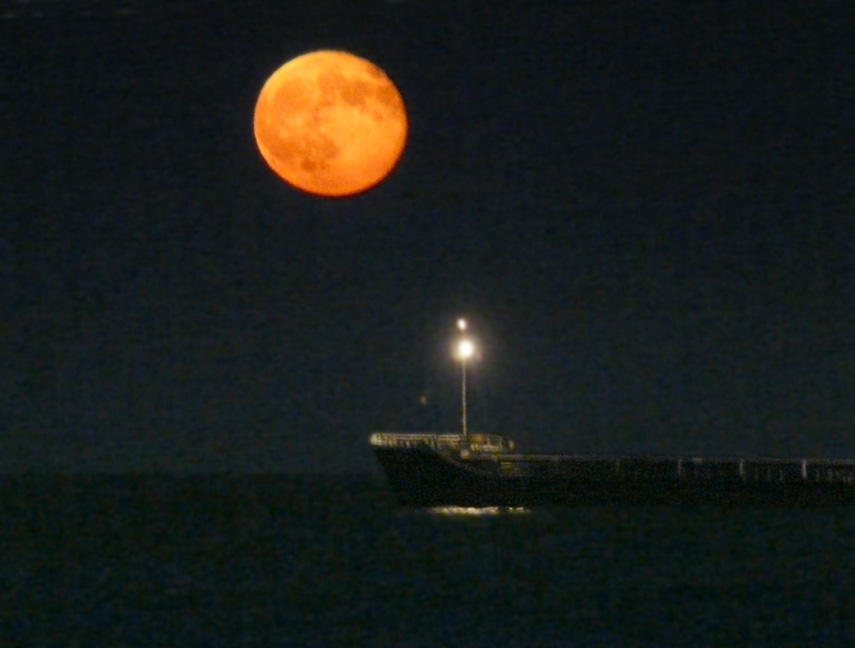
La Lune basse sur l'horizon apparaît orange. Il en va de même lors d'une éclipse.

La Lune cuivrée, ou Lune rouge, en astronomie, est un phénomène optique de diffusion et de dispersion de la lumière qui se produit durant les éclipses de Lune ou à n'importe quel autre moment de l'année où elle est basse sur l'horizon.

## Explication
La Lune prend une apparence cuivrée (parfois qualifée à tort de rousse) à chaque fois qu'elle est basse sur l'horizon, car la lumière du Soleil qui l'éclaire est filtrée en passant au travers de l'atmosphère terrestre. C'est pour la même raison qu'elle prend aussi une couleur rougeâtre lors des éclipses de Lune, car si la lumière solaire est pour l'essentiel bloquée par l'ombre de la Terre, la Lune reçoit quand même de la lumière diffusée et dispersée lors de la traversée de l'atmosphère terrestre.
En français, la « lune cuivrée » est parfois qualifiée de « lune de sang » ou « lune sanglante », par calque de l'expression anglaise correspondante blood moon.
C'est à tort que l'on désigne parfois la Lune cuivrée d'une éclipse par l'expression « Lune rousse » ; cette dernière concerne des observations d'ordre météorologique faites généralement après Pâques.